# گئورگ بارخورداریان
گئورگ نیکوغایوسی بارخورداریان (ارمنی: Գևորգ Նիկողայոսի Բարխուդարյան؛ انگلیسی: Georg Barḵ(ḫ)udarean زادهٔ ۱۸۳۵ - درگذشته ۱۹۱۳)، نویسنده، مترجم و آموزگار اهل ارمنستان بود.

## زندگی‌نامه
وی از اهالی تفلیس بود و تحصیلات ابتدایی اش را در زادگاهش فرا گرفت. تحصیلات تکمیلی را در دورپات (تارتو کنونی) انجام داد. وی در مدارس ارمنی منطقه قفقاز جنوبی از جمله مدرسه نرسیسیان به تدریس پرداخت. وی در ماهنامه اصلی زمان به خصوص Hiwsisapayl چاپ مسکو خویش مشارکت نمود. آثاری را نیز مخصوصاً از زبان آلمانی ترجمه نمود. اشعار وی نگرانی در مورد موضوعاتی همچون بی عدالتی اجتماعی و ترویج وطن‌پرستی و وحدت را بیان می‌کند.